# 亞斯諾戈爾斯克
54°29′N 37°42′E / 54.483°N 37.700°E
亞斯諾戈爾斯克（俄语：Ясного́рск）是俄羅斯圖拉州北部的一個城市，位於首府圖拉以北35公里。2002年人口18,588人。
1578年首見於文獻。1958年設市。1965年改現名。